# Rivarone
Rivarone är en ort och kommun i provinsen Alessandria i regionen Piemonte i Italien. Kommunen hade 408 invånare (2018).